# Marche slave
La Marche slave en si bémol mineur (en russe : Славянский марш ; en orthographe précédant la réforme de 1917-1918 : Славянскій маршъ), op. 31, est une œuvre de Piotr Ilitch Tchaïkovski composée en octobre 1876.

## Structure
L'œuvre s'enchaîne en un mouvement :
- Moderato in modo di marcia funebre (4/4) en si♭ mineur
- Più mosso. Allegro (4/4) en si♭ majeur
- Allegro risoluto (idem)

## Orchestration
| Instrumentation de la Marche slave                                                                     |
| Bois                                                                                                   |
| 2 piccolos, 2 flûtes, 2 hautbois, 2 clarinettes (en si bémol), 2 bassons                               |
| Cuivres                                                                                                |
| 4 cors, 2 cornets (en si bémol), 2 trompettes (en si bémol), 3 trombones (2 ténors et 1 basse), 1 tuba |
| Percussions                                                                                            |
| 3 timbales, tambour militaire, cymbales, grosse caisse, tam-tam                                        |
| Cordes                                                                                                 |
| premiers violons, seconds violons, altos, violoncelles, contrebasses                                   |

## Histoire
Elle fut composée à la commande de la Société de Musique russe pour un concert de charité de la Croix-Rouge au profit des victimes serbes de la guerre serbo-turque (à ne pas confondre avec la guerre russo-turque de 1877-1878). Au travers de sa Marche Slave, Tchaïkovski glorifie la Serbie pour avoir soutenu le peuple slave de la Bosnie durant la révolte de 1876 ainsi que le massacre de 1 500 Bulgares par les forces ottomanes durant l'insurrection bulgare d'avril 1876.
La première représentation eut lieu à Moscou, le 5 novembre 1876 (17 novembre dans le calendrier grégorien) sous la direction de Nikolaï Rubinstein.

## Analyse
La Marche russo-serbe (plus tard renommée Marche slave) débute par trois mélodies empruntées au folklore serbe. C'est au-dessus d'un si bémol répété à la manière d'un point d'orgue aux cordes graves que se fait entendre le marquant thème principal, qui ne cesse de gagner en intensité et en densité pour aboutir aussitôt au second thème. Au son de violentes interventions des trompettes et cornets à piston, qui rompent la rigueur rythmique, flûtes, hautbois et violons s'emparent ensuite du thème de marche. Finalement, l'hymne impérial russe, Dieu Sauve le Tsar clôt cette œuvre. Une version quelque peu « tronquée » de l'ouverture est parue en ex-Union Soviétique avec la suppression de l'hymne Dieu Sauve le Tsar, remplacé par une musique écrite d'une autre main que celle de Tchaïkovsky.
La Marche Slave, par son caractère patriotique, annonçait déjà l’Ouverture solennelle 1812 que Tchaïkovski composa en 1880.
L'exécution de la partition dure approximativement 10 minutes.
Tchaïkovski arrangea aussi la Marche slave pour piano solo en septembre 1876.

## Interprétations notables
Le 13 novembre 2021, le très grand orchestre symphonique d'El Sistema réunissant 12 000 interprètes dans la cour de l'Académie militaire de l'armée bolivarienne (en) de Caracas réalise, en interprétant la Marche slave, le record du « plus grand orchestre du monde » détenu depuis 2019 par un orchestre russe de 8 097 musiciens. Les examinateurs du Guinness ne retiennent cependant « que » 8 573 musiciens sur les 12 000 interprètes présentés, ce qui suffit à battre le record précédent.